# Adonisea jaegeri
Adonisea jaegeri là một loài bướm đêm trong họ Noctuidae.